# Eva Leijonhufvud (1824–1899)
Eva Charlotta Margareta Leijonhufvud, född 12 januari 1824 i Hedemora stadsförsamling, Kopparbergs län, död 4 juli 1899 i Hedvig Eleonora församling, Stockholms stad, var en svensk friherrinna och hovdam.

## Biografi
Eva Leijonhufvud föddes 1824 på Vikmanshyttan i Hedemora socken. Hon var dotter till militären friherre Gustaf Alexander Leijonhufvud och Johanna Charlotta Christina Angerstein. Leijonhufvud var stiftsjungfru och blev 4 juli 1851 hovfröken hos kronprinsessan Lovisa av Sverige och Norge. Hon blev 1 november 1851 tillförordnad hovmästarinna hos henne och blev 18 juli 1859 hovfröken hos samma furstinna när hon hade blivit drottning. Leijonhufvud blev 5 augusti 1859 kammarfröken och tog avsked 8 oktober 1861. Hon avled 1899 i Stockholm och begravdes i familjegraven i Lillkyrka kyrka.